# Кара-Дебе (Чуйский район)
Кара-Дебе (кирг. Кара-Дөбө) — село в Чуйском районе Чуйской области Кыргызстана. Административный центр Искринского айылного аймака.

## География
Село расположено в центральной части области, к северу от Восточного Большого Чуйского канала, на расстоянии приблизительно 9 километров (по прямой) к востоко-юго-востоку от города Токмак, административного центра района. Абсолютная высота — 946 метров над уровнем моря.

## Население
Согласно оценочным данным Национального статистического комитета Кыргызской Республики, численность населения села на начало 2023 года составляла 1354 человека.
| год     | 2009 | 2014 | 2015 | 2020 | 2021 | 2023 |
| ------- | ---- | ---- | ---- | ---- | ---- | ---- |
| человек | 933  | 1431 | 1431 | 1491 | 1495 | 1354 |